# Ozoroa pwetoensis
Ozoroa pwetoensis är en sumakväxtart som först beskrevs av Van der Veken, och fick sitt nu gällande namn av R. & A. Fernandes. Ozoroa pwetoensis ingår i släktet Ozoroa och familjen sumakväxter.

## Underarter
Arten delas in i följande underarter:
- O. p. angustifolia
- O. p. nitidula
- O. p. subreticulata